# Gangsters et Philanthropes
Pour plus de détails, voir Fiche technique et Distribution.
Gangsters et Philhanthropes (Gangsterzy i filantropi) est un film polonais réalisé par Jerzy Hoffman et Edward Skórzewski en 1962, sorti en 1963.

## Synopsis
Au tribunal de Varsovie, deux affaires sont jugées : celle du "Professeur", un élégant chef de bande dont le coup a foiré et celle d'Anastasy Kowalski, modeste chimiste renvoyé pour faute professionnelle et à qui une méprise a fait découvrir les bienfaits des pots de vin.

## Fiche technique
- Titre : Gangsters et Philanthropes
- Titre original : Gangsterzy i filantropi
- Réalisation : Jerzy Hoffman et Edward Skórzewski
- Assistante réalisatrice : Maria Pietrzak
- Scénario : Jerzy Hoffmanet Edward Skorzewski
- Dialogues : Bohdan Czeszko
- Musique : Lucjan Kaszycki
- Directeurs de la photographie : Jerzy Lipman, Antoni Nurzynski
- Montage : Marian Duszyński
- Décors : Roman Wołyniec
- Costumes : Katarzyna Chodorowicz
- Ingénieur du son : Krzystof  Grabowski
- Société de production : Zespół Filmowy Kamera, P.P. Film Polski
- Pays d'origine :  Pologne
- Durée : 85 minutes
- Dates de sortie : 
  - Pologne : 15 février 1963
  - France : 20 décembre 1967

## Distribution
- Gustaw Holoubek : le "Professeur"
- Wiesław Michnikowski : Anastazy Kowalski
- Hanka Bielicka : Madame Kowalski
- Miroslaw Majchrowski : Parmezan
- Janusz Nasfeter : le procureur
- Kazimierz Opaliński : le juge à la retraite
- Marian Łącz : milicien
- Marian Kociniak : client dans un restaurant